# هوغو نيكولاس باربارو
هوغو نيكولاس باربارو (بالإسبانية: Hugo Nicolás Barbaro)‏ هو قسيس أرجنتيني، ولد في 12 ديسمبر 1950 في Vicente López Partido ‏ في الأرجنتين.